# Dosage
Dosage è il quarto album in studio della band statunitense Collective Soul, pubblicato il 9 febbraio 1999. L'album è stato pubblicato anche in un'edizione limitata contenente una traccia bonus e un CD con alcuni singoli della band.
Il primo singolo estratto, Heavy, rimase per quindici settimane di fila in cima alla Hot Mainstream Rock Tracks. Anche il secondo singolo, Run, ottenne un buon successo nelle classifiche statunitensi. Dopo nove anni dall'uscita dell'album, Tremble for My Beloved venne inserita nella colonna sonora del film del 2008 Twilight.

## Tracce
1. Tremble for My Beloved – 3:52
2. Heavy – 2:56
3. No More, No Less – 5:18
4. Needs – 5:21
5. Slow -  3:32
6. Dandy Life – 4:03
7. Run – 4:35
8. Generate – 3:33
9. Compliment – 3:01
10. Not the One – 3:49
11. Crown – 10:18
  - She Said (Hidden track)

### Limited Edition
1. Tremble for My Beloved – 3:52
2. Heavy – 2:56
3. No More, No Less – 5:18
4. Needs – 5:21
5. Slow -  3:32
6. Dandy Life – 4:03
7. Run – 4:35
8. Generate – 3:33
9. Compliment – 3:01
10. Not the One – 3:49
11. Crown – 5:08
12. Persuasion - 8:42
  - She Said (Traccia nascosta)

CD bonus
1. Shine – 5:07
2. Gel – 3:00
3. The World I Know – 4:16
4. Precious Declaration – 3:41

## Formazione
- Ed Roland - voce, chitarra addizionale, tastiera
- Ross Childress - chitarra solista, cori
- Dean Roland - chitarra ritmica
- Will Turpin - basso, percussioni, cori
- Shane Evans - batteria, percussioni